# ماوس آن مارس
ماوس آن مارس (به انگلیسی: Mouse on Mars) یک گروه دونفره‌است که از سال ۱۹۹۳ در زمینهٔ موسیقی الکترونیک فعّالیّت می‌کند. موسیقی ماوس آن مارس عموماً مخلوط درهمی از آی‌دی‌ام، کراتراک، دیسکو، و امبینت است.